# تاکوآن سوهو
تاکوآن سوهو (انگلیسی: Takuan Sōhō؛ ۱۵۷۳ – ۱۶۴۵) نویسنده، و کشیش فرقه رینزای وابسته به ذن اهل ژاپن بود.